# Glacier de la Brenva
Le glacier de la Brenva est le quatrième glacier de la Vallée d'Aoste ; il se trouve dans le val Vény.

## Toponymie
L'appellation Brenva est utilisée en Vallée d'Aoste et en haute Tarentaise pour nommer le mélèze. Il est issu d'un étymon pré-roman, probablement gaulois.

## Géographie
Le cirque glaciaire de la Brenva est entouré des plus hauts sommets du massif du Mont-Blanc. Son plateau supérieur du glacier de la Brenva étant clos par l'aiguille Noire de Peuterey, l'aiguille Blanche de Peuterey, le mont Blanc de Courmayeur, le mont Maudit, l'arête de la Brenva, la Tour Ronde et l'aiguille de la Brenva. Le glacier se situe à la hauteur de l'aiguille Blanche de Peuterey et de l'aiguille Noire de Peuterey.

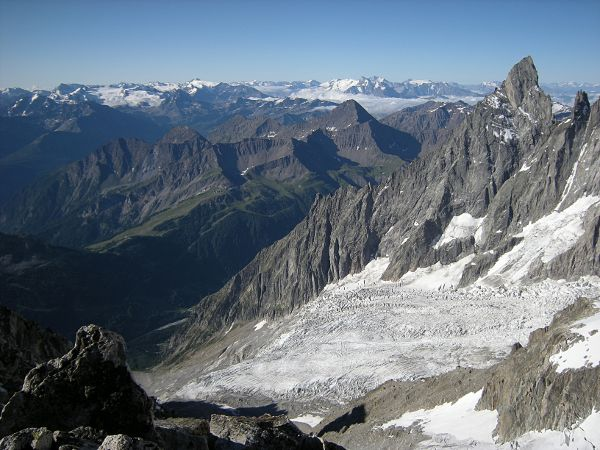
Vue du glacier de la Brenva depuis le sommet de la Tour Ronde (à droite, l'aiguille Noire de Peuterey).

Il constitue la cascade de glace la plus haute des Alpes puisque, du sommet du mont Blanc, il descend jusqu'au val Vény, à 1 300 mètres d'altitude, avec 3 500 mètres de dénivelée. Deux éboulements qui se sont produits en 1920 et en 1997, ont recouvert sa partie inférieure.
Contrairement à la plupart des glaciers du massif du Mont-Blanc, un léger épaississement a été noté dans la partie supérieure du glacier de la Brenva sur la période 2000-2019.
La partie inférieure du glacier de la Brenva, couverte de débris, est quant à elle désormais complètement déconnectée de la partie supérieure du glacier.